# Березовка (Алтайський район)
Бере́зовка (каз. Березовка) — село у складі Алтайського району Східноказахстанської області Казахстану. Входить до складу Ново-Бухтарминської селищної адміністрації.
Населення — 94 особи (2021; 91 у 2009, 355 у 1999, 411 у 1989).
Національний склад станом на 1989 рік:
- росіяни — 60 %
- казахи — 27 %